# Rhinephyllum rouxii
Rhinephyllum rouxii är en isörtsväxtart som först beskrevs av L. Bol., och fick sitt nu gällande namn av L. Bol. Rhinephyllum rouxii ingår i släktet Rhinephyllum och familjen isörtsväxter. Inga underarter finns listade i Catalogue of Life.